# Kurashiki
Kurashiki (倉敷市 -shi) é uma cidade japonesa localizada na província de Okayama.
Em 2020 a cidade tinha uma população estimada em 474 592 habitantes e uma densidade populacional de 1 335 h/km². Tem uma área total de 355,6 km2.
Recebeu o estatuto de cidade a 1 de Abril de 1928.

## Cidades-irmãs
- Kansas City, Estados Unidos
- Christchurch, Nova Zelândia
- Sankt Pölten, Áustria
- Zhenjiang, China